# Hörereignisrichtung
Die Hörereignisrichtung {\displaystyle b'} ist das Festlegen der Richtung der gehörten Schallquelle (des Hörereignisses), was auch mit Richtungslokalisation bezeichnet wird.

## Stereophonie
Besonders beim Stereohören wird mit Hörereignisrichtung die Richtung der Phantomschallquellen auf der Lautsprecherbasis bezeichnet, also auf der Verbindungslinie zwischen den Stereo-Lautsprechern im Stereodreieck. Die Hörereignisrichtung wird angegeben als Auslenkung in Prozent von der Stereomitte, dem Center:
- 100 % = Richtung eines Lautsprechers: L (links) oder R (rechts)
- 50 % = die Hörereignisrichtung ist genau zwischen Center und einem Lautsprecher: HL (halblinks) oder HR (halbrechts)
- 0 % = Richtung des Centers.

Üblicherweise wird vom gleichseitigen Stereodreieck ausgegangen. Vom Zuhörer aus gesehen befinden sich die Stereolautsprecher dann in der ±30°-Richtung (jeweils gezählt von der Verbindungslinie Zuhörer-Center aus).
Die Hörereignisrichtung wird bestimmt durch die Interchannel-Pegel- und -Laufzeitdifferenzen der Lautsprechersignale. Diese wiederum werden hauptsächlich beeinflusst von der Art und der Aufstellung der Mikrofone; in der Popmusik wird es überwiegend die Einstellung der Panoramasteller sein.
Bei der Lautsprecherstereofonie sind Spektraldifferenzen, d. h. frequenzabhängige Pegeldifferenzen, zu vermeiden, weil diese zu Klangverfärbungen bei seitlichen Schalleinfallsrichtungen führen.

## Umrechnung in den Lokalisationswinkel
{\displaystyle {\begin{aligned}b'&=100\cdot {\frac {\tan \theta }{\tan 30^{\circ }}}\\&=173{,}2\cdot \tan \theta \end{aligned}}}
{\displaystyle {\begin{aligned}\Leftrightarrow \theta &=\arctan \left({\frac {b'}{100}}\cdot \tan 30^{\circ }\right)\\&=\arctan \left({\frac {b'}{173{,}2}}\right)\end{aligned}}}
mit
- Hörereignisrichtung {\displaystyle b'} in Prozent
- Lokalisationswinkel {\displaystyle \theta } in Grad.

Eine Angabe der Hörereignisrichtung als „Lokalisationswinkel in Grad“ ist sehr unpraktisch, weil sich dieser Winkel mit dem Abstand des Hörers von der Lautsprecher-Grundlinie ständig ändert. Dagegen bleibt die „Hörereignisrichtung in Prozent“ als Auslenkung von der Mitte der Lautsprecherbasis dabei unverändert.